# Смольяны (станция)
Смолья́ны (бел. Смальяны) — станция Белорусской железной дороги.
Станция находится в Витебской области. Ближайшие населённые пункты: сельский населённый пункт Смоляны (пишется именно без мягкого знака), деревни Зоськово, Молотынь, Ферма и агрогородок Запо́лье. В 7 км (по автомобильной дороге) от станции находится одноимённый агрогородок Смольяны.
Железная дорога Орша — Лепель — однопутная и неэлектрифицированная, однако станция Смольяны (первая по направлению от крупного железнодорожного узла Орша-Центральная) ежедневно обслуживается несколькими дизель-поездами.